# Kreuzprobe (Chemie)

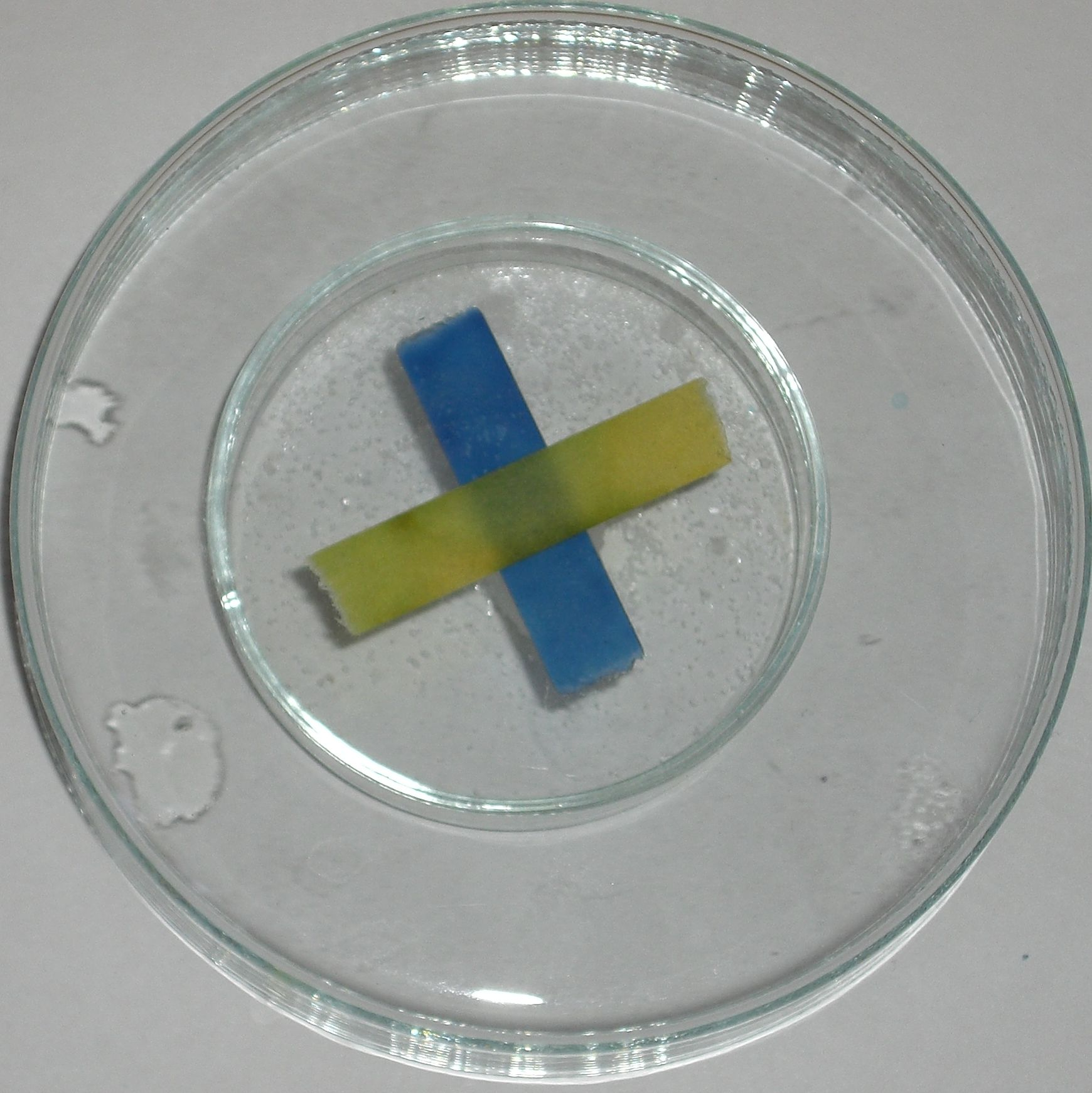
Positive Kreuzprobe

Die Vorprobe auf Ammoniumsalze wird in der klassischen analytisch-anorganischen Chemie als Kreuzprobe bezeichnet und dient dem qualitativen Nachweis von Ammoniumionen. Sie wird durchgeführt, indem man etwas feste Ursubstanz mit Natriumhydroxid (starke Base) und einigen Tropfen Wasser auf ein Uhrglas gibt, das mit einem zweiten Uhrglas bedeckt wird.
Dieses zweite Uhrglas wurde innen und außen kreuzweise mit einem feuchten Universalindikatorpapier (UIP) versehen. Enthält die Probe Ammoniumsalze, so färbt sich das innere UIP blau, da das Natriumhydroxid aus der Probe Ammoniak freisetzt (Verdrängungsreaktion):
{\displaystyle \mathrm {NH_{4}^{+}+OH^{-}\longrightarrow NH_{3}\uparrow +H_{2}O} }
Ammonium-Ionen und Hydroxid-Ionen reagieren zu gasförmigem Ammoniak und Wasser.
Alternativ lässt sich das gebildete Ammoniakgas durch seinen stechenden Geruch oder durch Rauchbildung mit konzentrierter Salzsäure an einem Glasstab nachweisen.